# ديبورا روبين
ديبورا روبين (بالإنجليزية: Deborah Rubin)‏ هي رسامة أمريكية، ولدت في 17 أبريل 1948.